# Maurício (imperador)
Flávio Maurício Tibério Augusto (em latim: Flavius Mauricius Tiberius Augustus; 539 — 27 de novembro de 602), foi imperador bizantino no período de 582 a 602. Foi indicado por Tibério II como seu herdeiro e sucessor, casando-se com a filha deste último, Constantina. Tornou-se imperador com a morte de seu sogro, uma semana após o casamento.

## História
Durante seu reinado, Maurício teve que lidar com guerras intermináveis em todas as fronteiras e, apesar de suas qualidades como governante, logrou apenas adiar a desintegração do grande império de Justiniano I.
Logo após a sua coroação, Maurício interferiu, em 590, numa guerra de sucessão na Pérsia, ao auxiliar um dos pretendentes a conquistar o trono persa. Em troca, a Mesopotâmia oriental e a Armênia voltaram ao controle do Império Bizantino.
As províncias dos Bálcãs haviam sido devastadas pelos eslavos e somente se recuperariam séculos mais tarde. Os eslavos avançaram até o Peloponeso, de modo que diversas campanhas - vitoriosas - e exaustivas - tiveram que ser empreendidas para contê-los. No ocidente, Maurício organizou em exarcados os territórios bizantinos ameaçados na Itália e na África, agora sujeitos a governadores militares (exarcas).
Em 602, Maurício, sempre às voltas com a falta de recursos financeiros, decidiu que o exército deveria invernar além do Danúbio, o que se mostraria um equívoco sério. As tropas, exaustas, amotinaram-se e proclamaram um certo Focas como seu líder, exigindo que Maurício abdicasse em favor de seu filho, Teodósio, ou do general Germano, sogro de Teodósio.
Ambos foram acusados de traição, mas o imperador e sua família tiveram que refugiar-se em Nicomédia, devido a distúrbios em Constantinopla. Teodósio, por sua vez, dirigiu-se para a Pérsia. Focas entrou em Constantinopla e foi coroado imperador. Maurício e sua família foram capturados. Ele e seus filhos varões foram executados; Constantina e as filhas foram poupadas e enviadas a um mosteiro. Maurício é venerado como um santo da Igreja Ortodoxa.

## Obras
Maurício é considerado o autor do Estratégico, um tratado de estratégia considerado a primeira e única teoria de emprego de armas combinadas até a Segunda Guerra Mundial.